# Retrato de Sir Richard Southwell

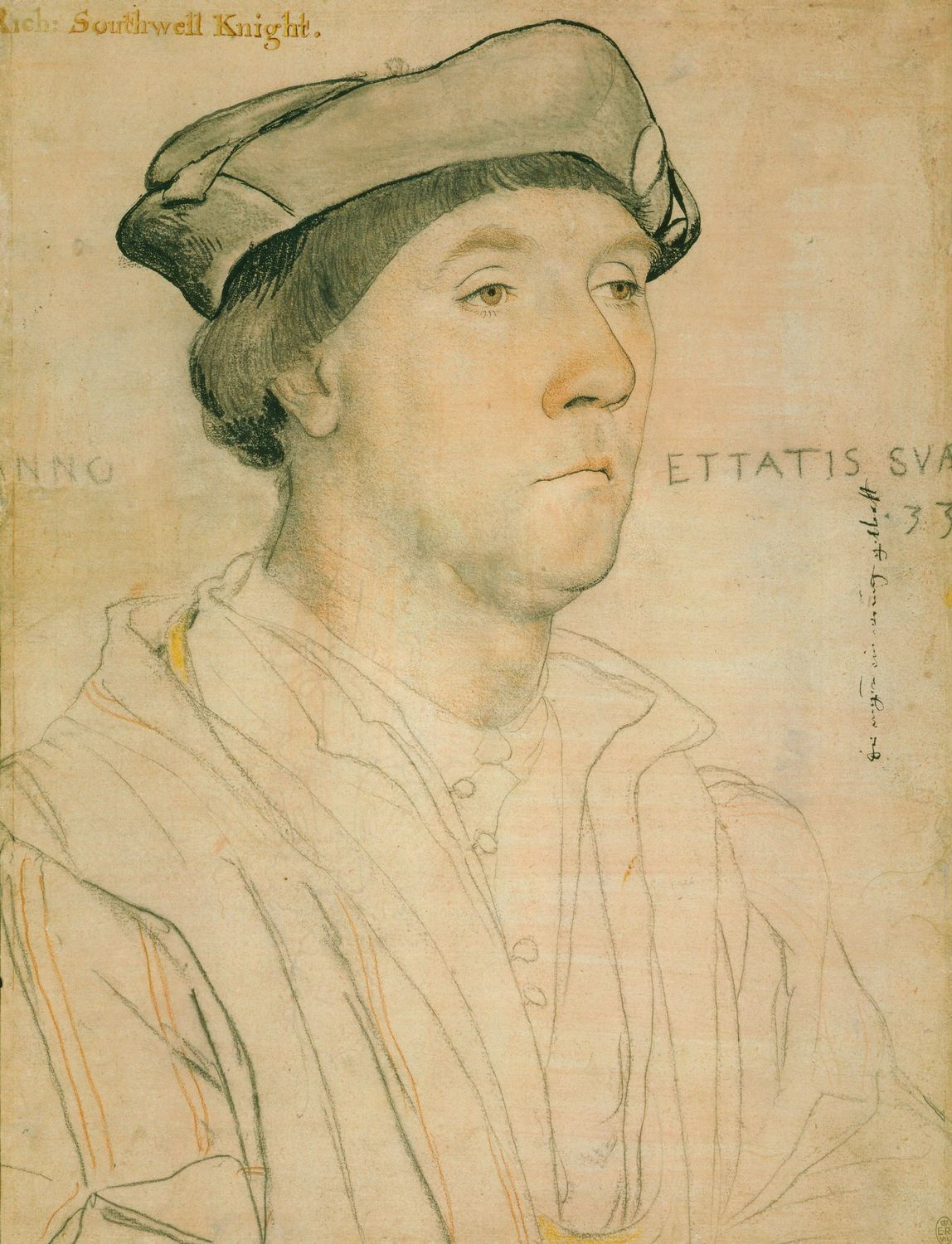
Dibujo preparatorio.

El Retrato de Sir Richard Southwell es un óleo sobre tabla de 47,5 x 38 cm de Hans Holbein el Joven, fechado en 1536 y conservado en la Galería de los Uffizi de Florencia.

## Historia
Con una carta fechada el 12 de septiembre de 1620, Cosme II de Médici pidió al duque de Arundel Thomas Howard un retrato del gran pintor alemán para llenar un vacío en sus colecciones de arte. La obra fue concedida y llegó a Florencia en abril de 1621, cuando Cosme ya llevaba dos meses fallecido.
Se trata de una obra de la fase madura del pintor, de la que se conserva un dibujo preparatorio, con la inscripción "Southwell Knight" escrita posteriormente, en las colecciones reales del Castillo de Windsor. También existe una copia en el Louvre traída a París en la época de Napoleón Bonaparte, con un sello de la familia Newton en el reverso.

## Descripción y estilo
Sir Richard Southwell (1502/3-1564) fue una figura importante en la corte de Enrique VIII, de quien fue consejero privado, y fue retratado por Holbein, reciente pintor de la corte, en 1536 a la edad de 33 años, como se puede leer en la inscripción en letras doradas: X° IVLII ANNO H[ENRICI] VIII XXVIII °/ETATIS SUAE AÑO XXXIII .
La obra tenía un marco de ébano perdido, del que sólo quedan los medallones decorativos de plata, con los escudos de los Medici, de los Arundel, de Southwell y el nombre del pintor, probablemente del envoltorio del regalo para el Gran Duque (hoy se exhiben en una vitrina debajo del cuadro).
El sujeto está representado de medio cuerpo y tres cuartos, girado a la derecha y con los codos apoyados en un parapeto o mesa no visible, para dejar ver también las manos, donde se vislumbra un anillo. El rostro imperturbable está estudiado con gran detalle, con detalles de gran realismo como la barba volviendo a crecer después del afeitado, el mentón ya ligeramente caído, la nariz grande, los labios finos. En la extrema precisión especular de la observación de Holbein, las cicatrices de la tuberculosis, visibles en la frente y debajo del mentón, no pasaron desapercibidas.
En primer plano, la manga del tabardo de terciopelo marrón está resaltada por pinceladas brillantes en los pliegues. Algunas joyas se portan de manera informal, como la cadena de oro y el broche del sombrero negro.